# Stanisław Tymiński
Stanisław "Stan" Tymiński (Pruszków, 27 januari 1948) is een Pools-Canadees politicus en zakenman. Tijdens de eerste ronde van de Poolse presidentsverkiezingen in 1990 baarde hij opzien door op de tweede plaats te eindigen en premier Tadeusz Mazowiecki achter zich te laten. Van 1990 tot 1995 was hij voorzitter van een eigen partij, Partij X.

## Biografie
Tymiński groeide op in het dorp Komorów in de gemeente Kampinos, niet ver van Warschau. Na een opleiding in de elektrotechniek werkte hij korte tijd in een elektronicafabriek en emigreerde in 1969 eerst naar Zweden en daarna naar Canada, waar hij een computerbedrijf begon. In 1981 breidde hij zijn commerciële activiteit uit naar Peru, waar hij onder meer een lokaal kabelnetwerk opzette. In 1988 werd hij lid van de splinterpartij Libertarian Party of Canada, waarvan hij in de jaren 1990-1991 leider was.
In 1990 stelde Tymiński, die op dat moment in Polen volstrekt onbekend was, zich kandidaat in de eerste vrije presidentsverkiezingen. Aanvankelijk werd zijn kandidatuur door niemand serieus genomen, maar na een intensieve campagne, waarin hij zich profileerde als de enige kandidaat van buiten de gevestigde orde, behaalde hij in de eerste ronde onverwacht 3.797.605 stemmen (23,10%). Hiermee liet hij zowel de zittende premier Tadeusz Mazowiecki als de oud-communist Włodzimierz Cimoszewicz ver achter zich en dwong hij Lech Wałęsa, die door veel Polen als een nationale held werd gezien, tot een tweede ronde. De boodschap van Tymiński, die erop neerkwam dat hij iedereen snel even welvarend zou maken als hijzelf, sloeg aan bij veel mensen die gebukt gingen onder de moeilijke economische toestand.
De verkiezingscampagne was bijzonder fel. Tymiński maakte daarin gebruik van een "zwarte map", waarin hij naar eigen zeggen compromitterende documenten over zijn tegenkandidaat Wałęsa had zitten. Deze zijn uiteindelijk nooit openbaar gemaakt, maar sindsdien heeft in Polen het woord "map" (teczka) wel ingang gevonden als synoniem voor een verzameling compromitterend materiaal. Zelf werd Tymiński onder meer beschuldigd van banden met het Libië van Qadhafi en de Colombiaanse drugsmaffia, mishandeling van zijn vrouw en geestesziekte. Uiteindelijk behaalde Tymiński in de tweede ronde van de verkiezingen op 9 december 1990 3.683.098 stemmen (25,75%), minder dan in de eerste ronde.
Geïnspireerd door zijn succes in de presidentsverkiezingen richtte Tymiński op 10 december 1990 een eigen partij op, Partij X. Hij wist alle publiciteit rondom zijn persoon echter niet om te zetten in duurzaam succes voor zijn partij. Bij de parlementsverkiezingen van 1991 behaalde deze 0,47% van de stemmen, goed voor 3 zetels in de Sejm. Bij de parlementsverkiezingen van 1993 behaalde de partij 1,36% van de stemmen, maar verdween dankzij de invoering van een kiesdrempel desondanks uit het parlement. Hierop verdween de partij in de politieke marge en in 1995 trad Tymiński terug als voorzitter. Hij deed nog een poging om zich kandidaat te stellen voor de presidentsverkiezingen van 1995, maar wist niet de vereiste 100.000 handtekeningen te verzamelen. Hierop trok hij zich terug uit de politiek en keerde terug naar Canada.
Op 3 juni 2005 vloog hij opnieuw naar Polen en kondigde zijn kandidatuur aan in de presidentsverkiezingen van dat jaar. In de eerste ronde, die op 9 oktober plaatsvond, behaalde hij slechts 23.545 stemmen (0,16%). Hierop trok hij zich wederom uit de politiek terug.

## Publicaties
- Święte psy (1990)
- Przyczynek do Wolności (2013)